# Romani
Das Romani, auch Romanes genannt, ist eine zur indoarischen Unterfamilie der indogermanischen Sprachfamilie gehörende, in unterschiedlichen Dialekten vorkommende Sprache, die mit Sanskrit und anderen indischen Sprachen verwandt ist. Es wird von Sinti und Roma gesprochen. 
Die internationale Norm ISO 639 klassifiziert das Romani als sieben Einzelsprachen, die in einigen Verwendungszusammenhängen zu einer Makrosprache zusammengefasst werden können. Da die Fremdbezeichnung „Zigeuner“ besonders im öffentlichen Sprachgebrauch als diskriminierend gilt, gilt dies auch für die früher oft gebräuchliche Bezeichnung des Romani als „Zigeunersprache“.
In mehreren europäischen Staaten sind Romani-Dialekte offiziell anerkannte Minderheitensprachen, darunter in Deutschland und Österreich (hier das Romanes der Burgenlandroma, das als UNESCO-Kulturerbe ausgewiesen ist). 2015 erklärte die UNESCO den 5. November zum jährlichen Welttag der Romani-Sprache.

## Das WortRomani
Die Bezeichnung Romani ist von romani čhib (wörtlich: „Roma-Sprache“) abgeleitet. Daneben ist die Bezeichnung Romanes gebräuchlich, die vom Adverb abgeleitet ist: Cane tu romanes? – „Sprichst du Romani?“ – (Zanes romanes? – „Verstehst du Romanes?“). Im Deutschen sagt man: „auf Romani“ (oder „auf Romanes“) für „in einer der Sprachen der Roma“. Ein eigenes Adjektiv, um die Zugehörigkeit zu diesen Sprachen oder den Roma selbst auszudrücken, ist im Deutschen „zigeunersprachlich“ oder „zigeunerisch“. Das in diesem Sinne manchmal gebrauchte Adjektiv „romanesisch“ ist eine Verlegenheitsbildung, während das in der älteren Sprachwissenschaft etablierte Adjektiv „zigeunersprachlich“ (ebenso wie „zigeunerisch“) heute als stigmatisierend und unpräzise angesehen wird, aber in fachsprachlichen historischen Zusammenhängen in Ermangelung einer etablierten Alternativbezeichnung zuweilen noch als tolerabel gilt.
Dem Wortstamm nach besteht kein Zusammenhang zwischen Romani einerseits und Romanisch oder Rumänisch andererseits. Romanisch und Rumänisch kommen beide von dem vulgärlateinischen Wort romanicus, das im Frühen Mittelalter als Bezeichnung derjenigen Sprachen entstand, die sich aus dem gesprochenen Latein der Römer entwickelten und zu denen neben dem Französischen, Italienischen und anderen romanischen Sprachen auch das Rumänische gehört. Demgegenüber ist Romani abgeleitet aus der Selbstbezeichnung Řom („Mann“ oder „Ehemann“ für einen Angehörigen der Roma), die indischen Ursprungs ist, entstanden möglicherweise aus Ḍom (auch Ḍum oder Ḍōmba), dem Namen einer Kaste von Wanderarbeitern, die sich typischerweise als Musiker, Gaukler, Korbmacher, Metallhandwerker oder in ähnlichen innerhalb des indischen Kastensystems als niedrig eingestuften Gewerben betätigten.

## Ursprünge, Sprache und Dialekte

Verbreitung der Romani-Sprachen

Romani ist eine in verschiedene Varietäten gegliederte Sprache, die zum indoiranischen Zweig der indogermanischen Sprachfamilie zählt, und direkter Nachfolger eines Dialekts, der eng verwandt, wenn auch nicht unbedingt identisch mit der volkssprachlichen Grundlage des Sanskrit gewesen sein dürfte. Es weist Gemeinsamkeiten sowohl mit zentralindischen wie auch mit nordwestindischen Sprachen auf. Der sprachliche Befund legt nahe, dass Romani zunächst an einer frühen Entwicklung der zentralindischen Sprachen teilhatte und sich dann über einen längeren Zeitraum der Entwicklung der nordwestindischen Sprachen wie Sindhi anschloss.
Man nimmt deshalb an, dass die Sprecher des damaligen Romani aus Zentralindien kamen und ihre Siedlungsgebiete seit dem 3. Jahrhundert v. Chr. nach Nordwestindien verlegten. Über den Zeitpunkt der weiteren Migration nach Westen besteht keine Einigkeit, man kann ihn jedoch zwischen dem 5. und 10. Jahrhundert ansetzen und muss innerhalb dieser Zeit wahrscheinlich auch von mehreren Migrationsbewegungen ausgehen.
Die Romani-Dialekte haben sich somit seit mehr als 800 Jahren unabhängig von anderen indischen Sprachen entwickelt, davon seit mindestens 700 Jahren in Europa. Romani unterlag nach der Ankunft seiner Sprecher in Europa in Wortschatz und Syntax besonders dem Einfluss der Balkansprachen, insbesondere des Mittelgriechischen der byzantinischen Periode.
Ältere Klassifizierungen nahmen an, dass Romani sich noch vor der Ankunft in Europa in drei Hauptvarietäten geteilt habe: in das im 13. Jahrhundert nach Europa gekommene Romani, das Domari im Nahen Osten und Nordafrika sowie das Lomavren in Armenien. Heute nimmt die Forschung demgegenüber an, dass Romani und Lomavren lediglich entfernt miteinander verwandt seien und dass Domari eine selbstständige Sprache sei, die schon im 7. Jahrhundert aus Indien nach Westasien gelangte.
Eine übliche Kategorisierung, die lange Bestand hatte, war die Einteilung in Vlax (vom Wort Walachen abgeleitet) und Non-Vlax-Dialekte. Vlax waren demnach diejenigen Roma, die viele Jahrhunderte auf dem Territorium Rumäniens (Walachei) in Sklaverei lebten. Das Hauptunterscheidungsmerkmal zwischen beiden Gruppen war der Grad der Beeinflussung des Wortschatzes durch das Rumänische. Vlax sprechende Gruppen bildeten die größere Sprecherzahl. Bernard Gilliath-Smith nahm diese Unterscheidung als Erster vor und prägte den Begriff Vlach 1915/16 in seinem Bericht Report on the Gypsy Tribes of North-East Bulgaria (deutsch: „Bericht über die Zigeunerstämme in Nordost-Bulgarien“).
In den vergangenen Jahrzehnten haben einige Wissenschaftler auf der Basis der historischen Entwicklung und von Isoglossen eine neue linguistische Kategorisierung der Romani-Dialekte vorgenommen. Ein Großteil dieser Arbeit wurde vom Linguisten Norbert Boretzky an der Ruhr-Universität Bochum durchgeführt, der Pionierarbeit in der systematischen Darstellung von strukturellen Merkmalen von Romani-Dialekten auf geografischen Karten geleistet hat. Diese Arbeit mündete in einen Atlas der Romani-Dialekte, der 2005 erschienen ist und zahlreiche Isoglossen kartiert; Co-Autorin ist Birgit Igla.
An der University of Manchester wurden vergleichbare Arbeiten durch den Linguisten und früheren Aktivisten für Romani-Rechte Yaron Matras und seine Kollegen durchgeführt. Gemeinsam mit Viktor Elšík (jetzt Karls-Universität Prag) baute Matras die Romani-Morphosyntax-Datenbank auf, die derzeit größte Zusammenstellung von Daten über Dialekte des Romani. Auf Teile dieser Datenbank kann online über die Webseite des Manchester Romani Project zugegriffen werden. Matras (2002, 2005) sprach sich für eine geografische Klassifikation der Romani-Dialekte aus, die auf der räumlichen Verteilung von Innovationen basiert. Gemäß dieser Theorie wurde das Frühromani (englisch: „Early Romani“), das im Byzantinischen Reich gesprochen wurde, durch Bevölkerungswanderungen von Roma im 14./15. Jh. in die westlichen und andere Teile Europas gebracht. Diese Gruppen ließen sich während des 16. und 17. Jh. in verschiedenen europäischen Regionen nieder und erwarben Sprachkompetenz in einer Vielfalt von Kontaktsprachen. Dann setzten Veränderungen ein, die sich in wellenähnlichen Mustern über das Sprachgebiet verteilten und so die Unterschiede der Einzelsprachen, die man heute feststellen kann, bewirkten.
Matras zufolge gab es zwei Hauptzentren für Innovationen: Einige Veränderungen tauchten in Westeuropa (Deutschland und Umgebung) auf und verbreiteten sich ostwärts; weitere Veränderungen traten im Gebiet der Walachen (Rumänien) auf und verbreiteten sich Richtung Westen und Süden. Darüber hinaus bildeten sich viele regionale und lokale Isoglossen und schufen eine komplexe Sprachgrenzenwelle (englisch: „complex wave of language boundaries“). Matras verweist auf die Prothese des j- in aro > jaro ‚Ei‘ und ov > jov ‚er‘ als typisches Beispiel für die West-nach-Ost-Diffusion und auf die Anfügung des prothetischen a- in bijav > abijav als eine typische Ost-nach-West-Verbreitung. Seine Folgerung ist, dass die Unterschiede sich in situ bildeten und nicht als Ergebnis von Wanderungswellen.
Grobeinteilung nach Boretzky, genauere Klassifikation nach oben genannter Studie von Matras (KS = Haupt-Kontaktsprache):
- Nord-Romani-Dialekte in Nord-, West- und Südeuropa, dem größten Teil Polens, Russland und den baltischen Staaten:
  - Westlicher Zweig:
    - Piemonteser Sinti in Italien (Kontaktsprache Italienisch)
    - Sinti-Romani (Sintitikes) in Deutschland, Österreich, Niederlande, Belgien, Kontaktsprache Deutsch; nicht zu verwechseln mit Sinti-Manouche, das eine Para-Romani-Varietät ist
    - Welsh-Romani mit Englisch und Walisisch als Hauptkontaktsprachen (ausgestorben seit Mitte des 20. Jahrhunderts)

  - Zentraler Zweig:
    - Bergitka-Romani in Polen (Kontaktsprache Polnisch)
    - Čerhari-Romani in Rumänien (Kontaktsprache Rumänisch)
- Nordöstliche Dialekte (Balto-slawische Dialekte in den Baltischen Staaten)
  - Čuxny-Romani in Estland (Kontaktsprachen Estnisch, Russisch)
  - Finnisches Kalo (Fíntika Rómma) (Kontaktsprache Finnisch)
  - Lettisches Romani (Lotfika) in Lettland und Russland
  - Litauisches Romani in Litauen und dem baltischen Russland
  - Nordrussisches Romani (Xaladitka) im baltischen Russland, gesprochen von den Ruska Roma
  - Polska Roma, Sasytka Roma in Polen, Deutschland (früher auch in Böhmen) Russland, Amerika, Kanada, Großbritannien. (Kontaktsprache Polnisch)

- Nördliches Zentral-Romani:
  - Westlicher Unterzweig:
    - Böhmisches Romani
    - Morawisches Romani

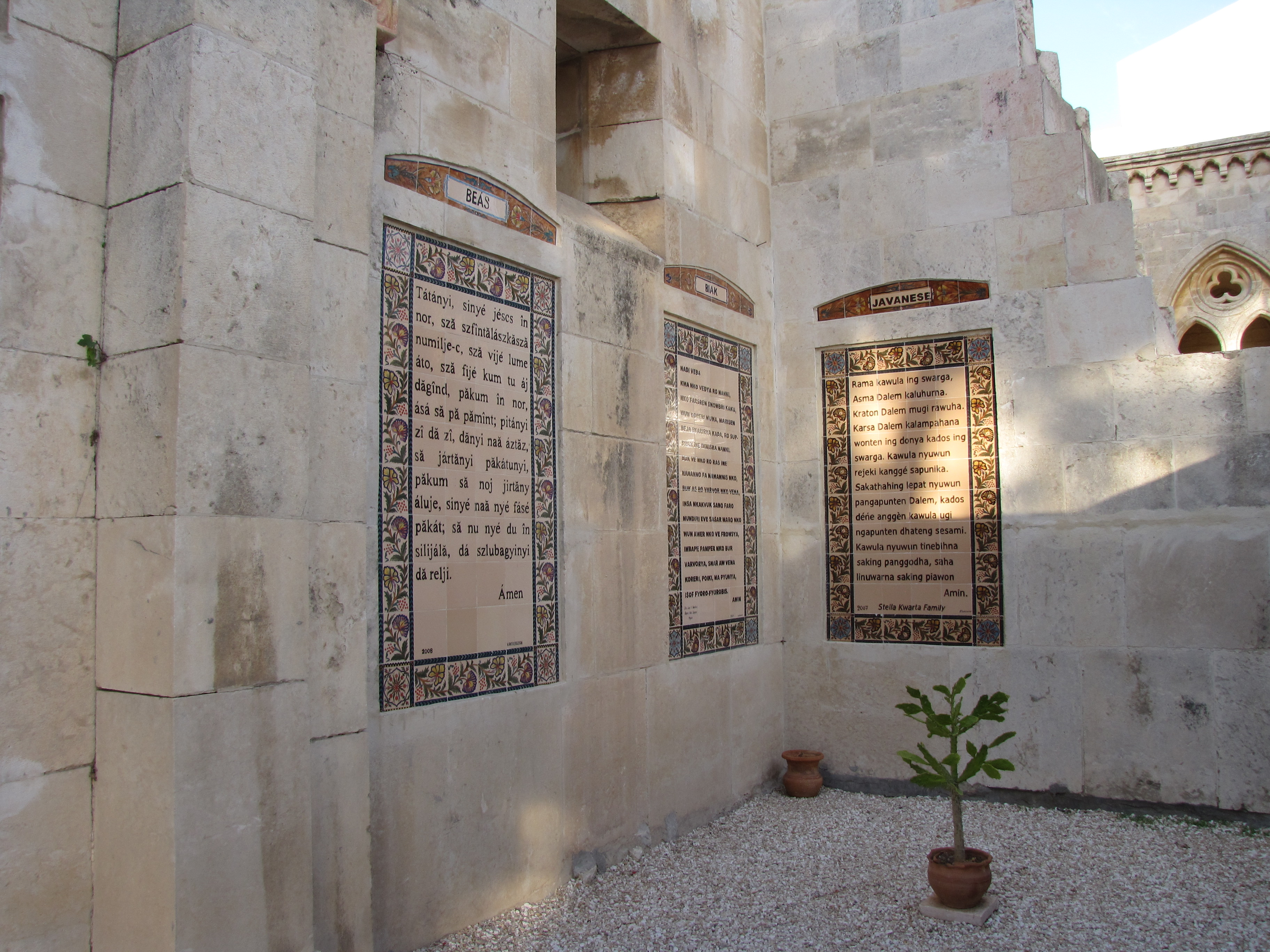
Das Vaterunser auf ungarischer Orthographie angelehntem Romani (Beás, links) in der Paternosterkirche von Jerusalem

    - Westslowakisches Romani (Kontaktsprache Slowakisch)

  - Östlicher Unterzweig:
    - Zentralslowakisches Romani
    - Ostslowakisches Romani (Kontaktsprache Slowakisch)
    - Ruthenisches Romani
    - Südpolnisches Romani
- Südliche Zentrale Dialekte
  - Romungro-Romani in Slowakei (Kontaktsprache Slowakisch) und Ungarn (Kontaktsprache Ungarisch)
  - Vend-Romani
    - Burgenland-Romani („Roman“) im österreichischen Burgenland
    - Ungarisches Vend-Romani
    - Prekmurski-Romani in Nordslowenien (Kontaktsprache Slowenisch)

- Südbalkan I (Nordzweig der Balkan-Dialekte, auch zis-Dialekte genannt):
  - Bugurdži-Romani in Nordmazedonien und dem Kosovo
  - Drindari-Romani
  - Kalajdži-Romani in Bulgarien (Kontaktsprache Bulgarisch)
  - Kovački-Romani in Nordmazedonien (Kontaktsprache Mazedonisch)
- Südbalkan II (Südzweig der Balkan-Dialekte)
  - Arli-Romani in Süd-Serbien und Montenegro (Kontaktsprache Serbisch), Nordmazedonien (Kontaktsprache Mazedonisch) und Nordgriechenland (Kontaktsprache Griechisch)
  - Cocomanya-Romani/(Tsotsomanya) in Bulgarien (Kontaktsprache Bulgarisch)[10]
  - Krim-Romani in Russland (Kontaktsprachen Russisch, Tatarisch)
  - Džambazi-Romani in Nordmazedonien[11]
  - Xoraxane Romani in Bulgarien, Schumen, (Kontaktsprache Bulgarisch/Türkisch)[12]
  - Musikanti-Romani in Bulgarien, Sliven, (Kontaktsprache Bulgarisch, Türkisch)[13]
  - Erli-Romani in Bulgarien Sofia (Kontaktsprache Bulgarisch)[14]
  - Yerli-Romani in Bulgarien Velingrad (Kontaktsprache Bulgarisch)[15]
  - Futadžides-Romani in Bulgarien (Chaskowo) (Kontaktsprachen Bulgarisch, Türkisch)[16]
  - Gurvari-Romani in Ungarn
  - Ajos Athanasios-Romani in Griechenland (Kontaktsprachen Griechisch, Türkisch, Mazedonisch)[17]
  - Romacilikanes in Griechenland (Kontaktsprache Griechisch)
  - Rumelisches Romani in der Region Rumelien vor allem in Edirne, Türkei (Kontaktsprachen Türkisch, Griechisch)[18]
  - Sepečides-Romani in Volos (Griechenland) und Izmir (Türkei) (Kontaktsprachen Griechisch, Türkisch)[19]
  - Sofades-Romani in Griechenland (Kontaktsprache Griechisch), gesprochen von den Sofades-Romani
  - Ursari-Romani in Rumänien (Kontaktsprache Rumänisch), gesprochen von den Ursari
- Iranischer Zweig (Zargari in Iran) (Kontaktsprache Persisch)

- Vlax-Romani:
  - Nordzweig (auch Vlax I genannt):
    - Čekeši-Romani in Russland (Kontaktsprachen Russisch, Moldauisch)
    - Kalderash-Romani in Rumänien (Kontaktsprache Rumänisch), gesprochen von den Kalderash
    - Lovari-Romani in Tschechien (Kontaktsprache Tschechisch), Ungarn (Kontaktsprache Ungarisch), gesprochen von den Lovara
    - Mačvaja-Romani
    - Nord-Ukrainisch in der Ukraine (Kontaktsprache Ukrainisch)

  - Südzweig (auch Vlax II genannt):
    - Agia-Varvara-Romani in Griechenland (Kontaktsprache Griechisch)
      - Süd-Vlax Xoraxane-Romani in Griechenland (Kontaktsprachen Griechisch, Türkisch), gesprochen von den Xoraxane in Westthrakien (Griechenland), Komotini und Xanthi.[20][21]

    - Gurbet-Romani Serbien (Kontaktsprache Serbisch)
    - Gurbet-Rabešte in Serbien und Montenegro (Kontaktsprache Serbisch)
    - Kalburdžu-Romani in Bulgarien, Varna, (Kontaktsprachen Bulgarisch,Türkisch)[22]
    - Moldawisches Romani in Moldawien (Kontaktsprachen Moldauisch, Russisch)
    - Sepedži-Romani in Bulgarien/Schumen (Kontaktsprachen Bulgarisch, Türkisch, Tatarisch)[23]
    - Prizren-Romani in Serbien (Kontaktsprachen Serbisch, Albanisch)
    - Rakarengo-Romani in Moldawien (Kontaktsprache Moldauisch)
    - Thrakisches Kalajdži-Romani (Vlaxurja) in Bulgarien (Kontaktsprache Bulgarisch)

## Wortschatz
Der Wortschatz dieser Sprachen ist von der Migration ihrer Sprecher geprägt. Geht man von dem Wörterbuch Romani–Deutsch–Englisch für den südosteuropäischen Raum von Norbert Boretzky und Birgit Igla (1994) aus, haben sich nur noch rund 700 Lexeme indischen Ursprungs erhalten, ferner aus der Anfangszeit der Migration rund 70 aus dem Persischen – dort noch weitgehend ohne arabischen Einfluss –, 40 aus dem Armenischen und 230 aus dem Mittelgriechischen der byzantinischen Periode, dessen Lehngut noch vor der Turkisierung angeeignet wurde und damit einen Anhaltspunkt für die Datierung der weiteren Migrationsbewegung nach Westen bietet. Auch der Einfluss der europäischen Kontaktsprachen übersteigt in allen Romani-Dialekten jeweils den Anteil des ursprünglich indischen Wortgutes.
Dieser Einfluss betrifft auch den Kernbestand des Wortschatzes, so u. a. die Zahlwörter. Der Zahlwortschatz umfasst einerseits indische Erbwörter (jek = 1, dui = 2, trin = 3, schtar = 4, pansch = 5, schov = 6, desch = 10, deschujek = 10+1, deschudui = 10+2 usw., bisch = 20, schel = 100), andererseits Entlehnungen aus dem Griechischen (efta = 7, ochto = 8, enja = 9, trianda = 30, saranda = 40, penda = 50), dem Türkischen (doxan = 90) und dem Ungarischen (seria, izero = 1000). Hinzu kommen im Falle einiger Zahlwörter alternative Entlehnungen aus anderen Sprachen, so aus dem Schwedischen (enslo statt jek = 1), Lettischen (letteri statt schtar = 4), Estnischen (kuus statt schob = 6, seize statt efta = 7), Rumänischen (mija = 1000), Tschechischen (tisitsos = 1000) oder Deutschen (tausento = 1000).

## Grammatik
Generell hat die Grammatik dieser Sprachen folgende Merkmale:
- Numeri: Singular und Plural
- Genera: männlich und weiblich
- Kasus: je nach Quelle sechs bis zehn[24] Fälle: Ablativ, Akkusativ, Dativ, Genitiv, Instrumental, Lokativ, Nominativ, Obliquus, Soziativ, Vokativ

## Forschungsgeschichte
Über die Herkunft der Roma und ihrer Sprachen bestanden in Europa zunächst mehr oder minder phantastische Vorstellungen, die diese mit Juden, Ägyptern und anderen „exotischen“ Völkern in Zusammenhang brachten (siehe dazu Zigeuner). Eine unvoreingenommene wissenschaftliche Beschäftigung setzte erst in der zweiten Hälfte des 18. Jahrhunderts ein, als der Sprachwissenschaftler Johann Christoph Christian Rüdiger (1751–1822) mit seiner Schrift Von der Sprache und Herkunft der Zigeuner aus Indien (1782) den Nachweis der Abstammung von Sanskrit und damit der Herkunft aus Indien führte, bald darauf gefolgt von dem Königsberger Philosophen Christian Jakob Kraus, der sein sprachliches Material durch systematische Befragung von Roma im Königsberger Gefängnis zusammenstellte. Kraus hat seine Erkenntnisse zwar nicht zusammenhängend publiziert, doch mit seiner Materialsammlung eine Grundlage geschaffen, auf die andere Gelehrte, insbesondere August Friedrich Pott in seiner grundlegenden Darstellung Die Zigeuner in Europa und Asien (Halle 1844–1845), zurückgreifen konnten. Die Erforschung der einzelnen Sprachen wurde initiiert durch den Slawisten Franc Miklošič, dessen Aufsätze zu diesem Thema seit 1872 erschienen. Grundlegend für die Einordnung dieser Sprachen in die interne Entwicklungsgeschichte der indischen Sprachen Ralph L. Turners Aufsatz The Position of Romani in Indo-Aryan von 1926.

## Standardisierung und Literatursprache
Es handelte sich bis in die jüngere Zeit um überwiegend nur gesprochene und mündlich überlieferte Sprachen, aus denen seit dem 16. Jahrhundert Sprachproben meist nur von Sprechern anderer Sprachen aufgezeichnet wurden. Versuche, Romani als Schriftsprache zu standardisieren, begannen erst im 20. Jahrhundert. Federführend ist dabei heute die Sprachkommission der Internationalen Romani Union (Romano Internacionalno Jekhetani Union), die seit den 1980er Jahren eine sprachlich standardisierte Schriftsprache auf der Basis des Vlax-Romani und eine standardisierte Orthographie auf der Basis der lateinischen Schrift propagiert. Diese Anliegen waren vieldiskutierte Themen beim III. Internationalen Roma-Kongress vom 16. bis zum 20. Mai 1981 in Göttingen. Solange es jedoch keine erfolgreich standardisierten Sprachen gibt, müssen diese Sprachen weiterhin als Abstandsprachen angesehen werden.
Die Sprachen werden mit mehreren Alphabeten geschrieben: lateinisch, kyrillisch, bisweilen auch griechisch und in Devanagari.
Obwohl die Roma bedeutende literarische Werke und autobiographische Zeugnisse in anderen Sprachen hervorgebracht haben, wurde der Gebrauch dieser Sprachen als Literatursprachen lange Zeit durch die soziale und kulturelle Stigmatisierung dieser Sprachen verhindert. Eine der Ersten, die sich schreibend zu ihrer Herkunft und Sprache bekannten, soll die in Serbien lebende Schriftstellerin Gina Ranjičić († 1891) gewesen sein, die aber möglicherweise eine Erfindung des Sprachforschers Heinrich von Wlislocki ist. In jüngerer Zeit haben Autoren wie Slobodan Berberski (1919–1989), Rajko Đurić, Leksa Manus, Nedjo Osman und Sejdo Jasarov der Romani-Literatur zunehmend Geltung verschafft.

## Sachfremdes
Diese Sprachen haben ihrerseits auch ihre Kontaktsprachen beeinflusst, so in Deutschland besonders den Wortschatz des Rotwelschen. Romani-Experten erkennen auch einige Wörter, die ins Umgangsdeutsche eingegangen sind: Zaster („Geld“) von saster („Eisen, Metall“), Kaschemme („heruntergekommene, übel beleumundete Gastwirtschaft“) von kačima („Gastwirtschaft“), Bock („Lust, etwas zu tun“) von bokh („Hunger“), Schund („wertloses Zeug“) von skånt oder skunt („Kot, Schmutz“), Kaff („kleines, hinterwäldlerisches Dorf“) von gab („Dorf“). Nur teilweise wurden sie mit diesem Herkunftsverweis in Friedrich Kluges Etymologische Wörterbuch der deutschen Sprache aufgenommen, z. T. dort – im Gegensatz zum Duden – ohne Verweis auf Romani-Sprachformen mit abweichenden etymologischen Erklärungen versehen.
Von diesen Sprachen zu unterscheiden sind die sogenannten Para-Romani-Sprachen wie das englische Angloromani, das skandinavische Skandoromani, das spanische Caló oder das baskische Erromintxela, in denen außer dem Wortschatz auch die Syntax und die Morphologie bereits von einer der Kontaktsprachen dominiert werden und die nicht alle als Varietäten der Kontaktsprache einzustufen sind.